# Amol Palekar
Amol Palekar (born 24 November 1944) (nascut el 24 de novembre de 1944) és un actor, director i productor indi de cinema hindi i cinema marathi.

## Primers anys i educació
Palekar va néixer a Kamlakar i Suhasini Palekar en una família de classe mitjana de parla marathi a Mumbai. Tenia tres germanes anomenades Neelon, Rekha i Unnati. El seu pare treballava a l'Oficina General de Correus i la seva mare treballava en una empresa privada. Palekar va estudiar belles arts a la Sir J. J. School of Art, Bombai, i va començar la seva carrera artística com a pintor. Com a pintor, va fer set exposicions individuals i va participar en moltes exposicions col·lectives.

## Carrera d'actuació
Encara que es va formar en belles arts, Palekar és més conegut com a actor d'escenari i cinema. Ha estat actiu al teatre d'avantguarda a l'Índia en marathi i al teatre hindi com a actor, director i productor des de 1967. La seva contribució al teatre indi modern es veu sovint eclipsada per la seva popularitat com a actor principal en pel·lícules hindi.
Com a actor de cinema, va ser més destacat als anys setanta. La seva imatge de "nen de la porta del costat" contrastava amb els herois més grans que predominaven en aquella època al cinema indi. Va rebre un premi Filmfare i sis premis estatals com a millor actor. Les seves actuacions en pel·lícules en llengua regional en marathi, bengalí, malayalam i kannada també li van obtenir elogis de la crítica. Va decidir no actuar després de 1986 per concentrar-se en la direcció.
Com a director, és conegut pel retrat sensible de les dones, la selecció d'històries clàssiques de la literatura índia i el maneig perceptiu dels problemes progressistes. Ha dirigit diverses sèries de televisió a la cadena nacional com ara Kachchi Dhoop, Mrignayani, Naquab, Paool Khuna i Krishna Kali.

### Carrera teatral
Palekar va començar en teatre experimental marathi amb Satyadev Dubey, i més tard va crear el seu propi grup, Aniket, el 1972. Com a actor de teatre, va formar part d'obres populars com Shantata! Court Chalu Aahe, Hayavadana i Adhe Adhure. Després d'una actuació a l'escenari del National Center for the Performing Arts (Índia) (NCPA) l'any 1994, va tornar al teatre després d'una interrupció de 25 anys amb l'obra de suspens Kusur (The Mistake). Aquesta obra està dirigida per ell i també fa el paper principal.

### Carrera al cinema

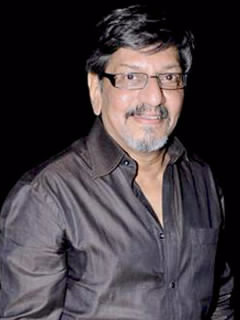
Palekar el 2011

Palekar va debutar el 1971 amb la pel·lícula marathi Shantata! Court Chalu Aahe dirigida per Satyadev Dubey, que va iniciar el Moviment del Nou Cinema en marathi.
El 1974 va ser elegit com a actor per Basu Chatterjee a Rajnigandha, i en l'èxit sorprenent de baix pressupost, Chhoti Si Baat. Això va donar lloc a molts altres papers en comèdies de "classe mitjana", sobretot alternatives. Aquests van ser principalment dirigits per Chatterjee o Hrishikesh Mukherjee i incloïen pel·lícules com Gol Maal i Naram Garam. Va guanyar el premi Filmfare al millor actor per Gol Maal.
Destaca per la seva imatge de "l'home de classe mitjana" que lluita per aconseguir una feina (Gol Maal), el seu propi pis (Gharonda), una xicota /esposa (Baaton Baaton Mein), i el reconeixement del seu cap.
El 1979, es va emparellar amb una Sridevi de setze anys a Solva Saawan, que va ser la seva pel·lícula hindi de debut com a heroïna. Amol va interpretar el paper d'un home amb discapacitat intel·lectual, un personatge interpretat per Kamal Haasan a la pel·lícula tàmil original.
El 1982 va interpretar el paper de Ravi a la pel·lícula malayalam Olangal. Es va dedicar a la direcció amb la pel·lícula Aakriet en marathi. Va mostrar les seves capacitats com a director amb pel·lícules com Thodasa Roomani Ho Jaayen i Paheli. Thodasa Roomani Ho Jaayen s'ha convertit en part dels cursos i estudis de gestió relacionats amb el comportament humà. Paheli va ser l'entrada oficial de l'Índia a la millor pel·lícula estrangera als Premis Oscar de 2006 . La pel·lícula, però, no va arribar a les nominacions finals.

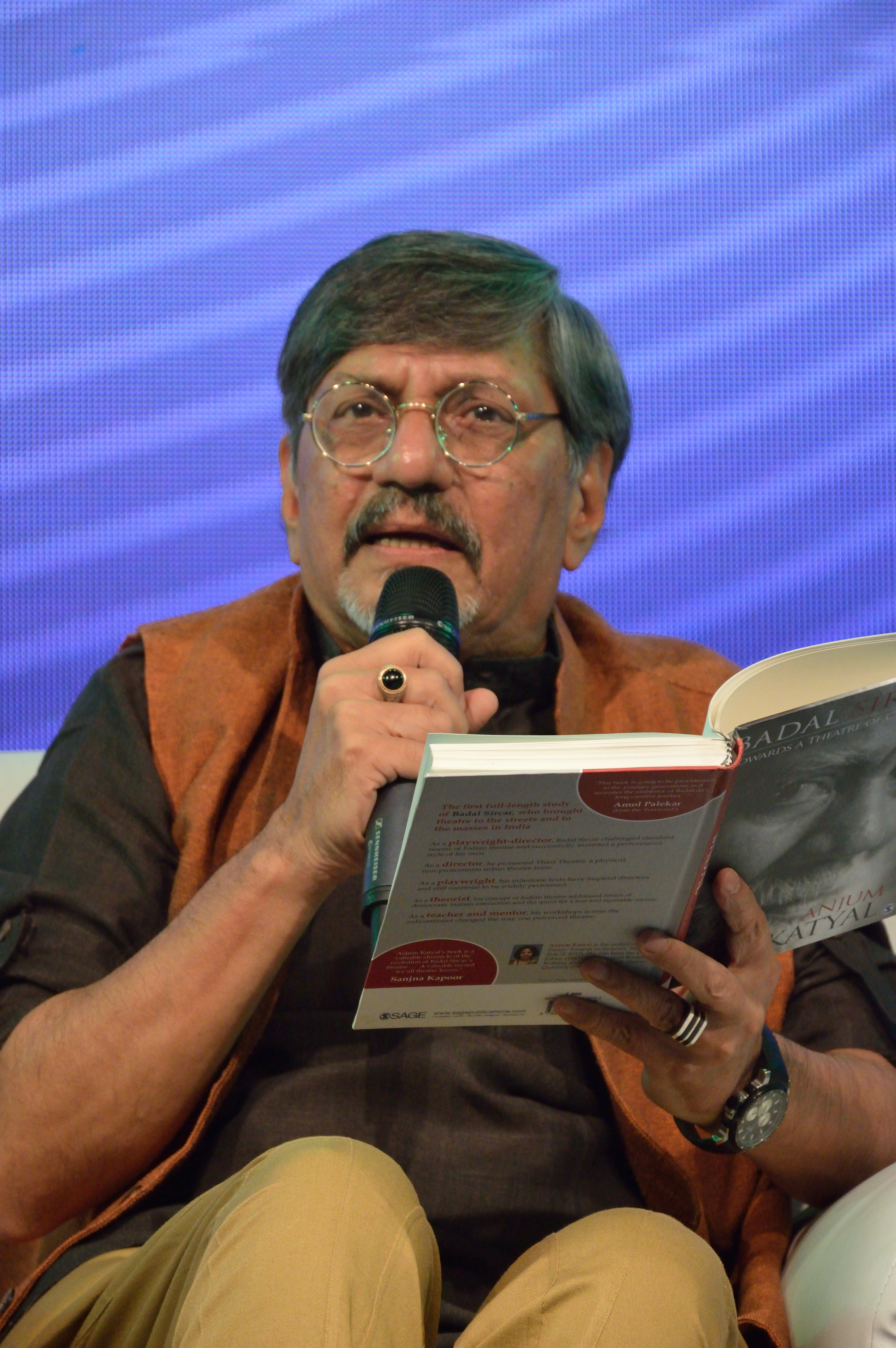
Palekar el 2016

També ha donat la seva veu a un tutorial de programari d'animació d'educació VIH/SIDA creat per l'organització sense ànim de lucre TeachAids. Està disposat a actuar una vegada més si se li dona un paper desafiant.

## Vida personal
Es va casar amb Sandhya Gokhale després del seu divorci de la seva primera dona, Chitra. Palekar es considera un ateu agnòstic.
El febrer de 2022, Palekar va ser hospitalitzat a Pune per complicacions relacionades amb la COVID-19.

## Filmografia

### Com a actor
| Any  | Pel·lícula                 | Paper                                              | Notes                                    |
| ---- | -------------------------- | -------------------------------------------------- | ---------------------------------------- |
| 1969 | Bajiraocha Beta            |                                                    | pel·lícula marathi                       |
| 1971 | Shantata! Court Chalu Aahe |                                                    | pel·lícula marathi                       |
| 1974 | Rajnigandha                | Sanjay                                             |                                          |
| 1975 | Jeevana Jyoti              | Sanjay                                             | pel·lícula telugu                        |
| 1976 | Chhoti Si Baat             | Arun Pradeep                                       | Nominada: Premi Filmfare al millor actor |
| 1976 | Chitchor                   | Vinod                                              |                                          |
| 1977 | Gharaonda                  | Sudip                                              |                                          |
| 1977 | Bhumika                    | Keshav Dalvi                                       |                                          |
| 1977 | Agar... If                 | Anil Aggarwal                                      |                                          |
| 1977 | Taxi Taxie                 | Dev/Hero                                           |                                          |
| 1977 | Tuch Maazi Raani           |                                                    | pel·lícula marathi                       |
| 1977 | Kanneshwara Rama           | Chenneera                                          | pel·lícula kannada                       |
| 1978 | Damaad                     | Sharad Mazgaonkar                                  |                                          |
| 1978 | Safed Jhoot                | Amol 'Ramu' Palekar                                |                                          |
| 1979 | Baaton Baaton Mein         | Tony Braganza                                      |                                          |
| 1979 | Gol Maal                   | Ram Prasad Sharma / Lakshman Prasad Sharma (Lucky) | Premi Filmfare al millor actor           |
| 1979 | Do Ladke Dono Kadke        | Hari                                               |                                          |
| 1979 | Meri Biwi Ki Shaadi        | Bhagwant Kumar Bartendu "Bhagu"                    |                                          |
| 1979 | Solva Sawan                |                                                    |                                          |
| 1979 | Bin Baap Ka Beta           |                                                    |                                          |
| 1979 | Mother                     |                                                    | pel·lícula marathi                       |
| 1979 | Jeena Yahan                | Dinesh                                             |                                          |
| 1980 | Aanchal                    | Kishan Lal                                         |                                          |
| 1980 | Apne Paraye                | Chandranath                                        |                                          |
| 1981 | Naram Garam                | Ram Eshwar Prasad                                  |                                          |
| 1981 | Sameera                    |                                                    |                                          |
| 1981 | Akriet                     | Mukutrao Shinde                                    | pel·lícula marathi                       |
| 1981 | Kalankini                  |                                                    | pel·lícula bengalí                       |
| 1981 | Agni Pareeksha             | Alok Choudhary / Ramesh Khanna                     |                                          |
| 1981 | Chehre Pe Chehra           | Peter                                              |                                          |
| 1981 | Plot No. 5                 |                                                    |                                          |
| 1982 | Jeevan Dhaara              | Anand Bhatnagar                                    |                                          |
| 1982 | Olangal                    | Ravi Chattan                                       | Pel·lícula malayalam                     |
| 1982 | Ramnagari                  |                                                    |                                          |
| 1982 | Spandan                    |                                                    |                                          |
| 1982 | Shriman Shrimati           | Madhu Gupta                                        |                                          |
| 1983 | Rang Birangi               | Ajay Sharma                                        |                                          |
| 1983 | Ashray                     |                                                    |                                          |
| 1983 | Pyaasi Aankhen             |                                                    |                                          |
| 1983 | Chena Achena               |                                                    | pel·lícula bengalí                       |
| 1984 | Tarang                     | Rahul                                              |                                          |
| 1984 | Aadmi Aur Aurat            | Tapan Sinha                                        | telefilm                                 |
| 1984 | Prarthana                  |                                                    |                                          |
| 1984 | Sringara Masa              |                                                    | pel·lícula kannada                       |
| 1984 | Mr. X                      | Amar                                               | Veu doblada per un altre artista         |
| 1985 | Khamosh                    | Amol Palekar                                       |                                          |
| 1985 | Jhoothi                    | Inspector Kamal Nath                               |                                          |
| 1985 | Ankahee                    | Devkinandan Chaturvedi 'Nandu'                     |                                          |
| 1985 | Abasheshe                  |                                                    | pel·lícula bengalí                       |
| 1986 | Baat Ban Jaye              | Yeshwant Rao Bhonsle                               |                                          |
| 1994 | Teesra Kaun?               | C. K. Kadam                                        |                                          |
| 2001 | Aks                        | El ministre de defensa                             |                                          |
| 2009 | Samaantar                  | Keshav Vaze                                        | pel·lícula marathi                       |
| 2021 | 200 – Halla Ho             | Justice Vitthal Daangle                            | Pel·lícula hindi ZEE5                    |
| 2023 | Gulmohar                   |                                                    |                                          |

### Com a director
- Aakreit (Inimaginable en marathi) – 1981
- Ankahee (No parlat) – 1985
- Thodasa Rumani Ho Jaye – 1990
- Bangarwadi – 1995
- Daayraa (El Cercle Quadrat) – 1996
- Anahat (Per sempre)
- Kairee (Mango cru) – 2001
- Dhyaas Parva (Kal Kaa Aadmi en hindi) – 2001 (basat en la vida de Raghunath Karve, va guanyar el Premi Nacional a la Millor Pel·lícula sobre Benestar Familiar)[16]
- Paheli (Endevinalla) – 2005 (candidata a l’Oscar a la millor pel·lícula de parla no anglesa)
- Quest (anglès) – 2006 (guanya el National Film Award al millor llargmetratge en anglès)
- Dumkata (2007)
- Samaantar (Marathi) – 2009
- ...And Once Again – 2010
- Dhoosar (Marathi) – 2011 (guanyador al Maharashtra State Film Award)

### Llargmetratges en altres idiomes regionals
- Mother (bengalí) (amb Sharmila Tagore & Dipankar Dey)
- Kalankini (bengalí) (amb Mamata Shankar – dirigida per Dhiren Ganguly)
- Chena Achena (bengalí) (amb Tanuja & Soumitra Chatterjee)
- Kanneshwara Rama (Kannada) (amb Anant Nag & Shabana Azmi – directed by M.S. Sathyu)
- Paper Boats (Kannada & anglès) (amb Deepa – dirigida per Pattabhirama Reddy)
- Olangal (Malayalam) (amb Poornima Jayaram & Ambika – dirigida per Balu Mahendra)

### Sèries de televisió
- Kachchi Dhoop – 1987
- Naqab – 1988
- Paoolkhuna – 1993
- Mrignayanee – 1991
- Kareena Kareena – 2004
- AA Bail Mujhe Maar – 1987
- Ek Nayi Ummeed-Roshni – 2015

## Premis
| Premi                                            | Pel·lícula     | Any  | Estatus   |
| ------------------------------------------------ | -------------- | ---- | --------- |
| National Film Awards                             |                |      |           |
| Millor pel·lícula en marathi                     | Bangarwadi     | 1995 | Guanyador |
| Premi Especial del Jurat (llargmetratge)         | Daayraa        | 1996 | Guanyador |
| Millor pel·lícula sobre altres qüestions socials | Kairee         | 1999 | Guanyador |
| Millor Pel·lícula sobre Benestar Familiar        | Dhyaas Parva   | 2000 | Guanyador |
| Millor pel·lícula en anglès                      | Quest          | 2006 | Guanyador |
| Premis Filmfare                                  |                |      |           |
| Millor actor                                     | Chhoti Si Baat | 1977 | Nominat   |
| Millor actor                                     | Gol Maal       | 1980 | Guanyador |
| Filmfare Marathi Awards                          |                |      |           |
| Millor Actor                                     | Akriet         | 1981 | Guanyador |

## Programes de telerealitat
- lokesh